# Rhabdoweisia africana
Rhabdoweisia africana là một loài rêu trong họ Rhabdoweisiaceae. Loài này được Dixon & Naveau mô tả khoa học đầu tiên năm 1927.